# Chiesa di San Giorgio (Losone)
La chiesa di San Giorgio è un edificio religioso che si trova a Losone, in Canton Ticino.

## Storia
La struttura viene citata per la prima volta in documenti storici risalenti al 1331, ma subì profondi rimaneggiamenti nei secoli XVII e XVIII. In questo contesto, nel 1799 la chiesa fu completamente rifatta. Il campanile è dell'XI secolo.

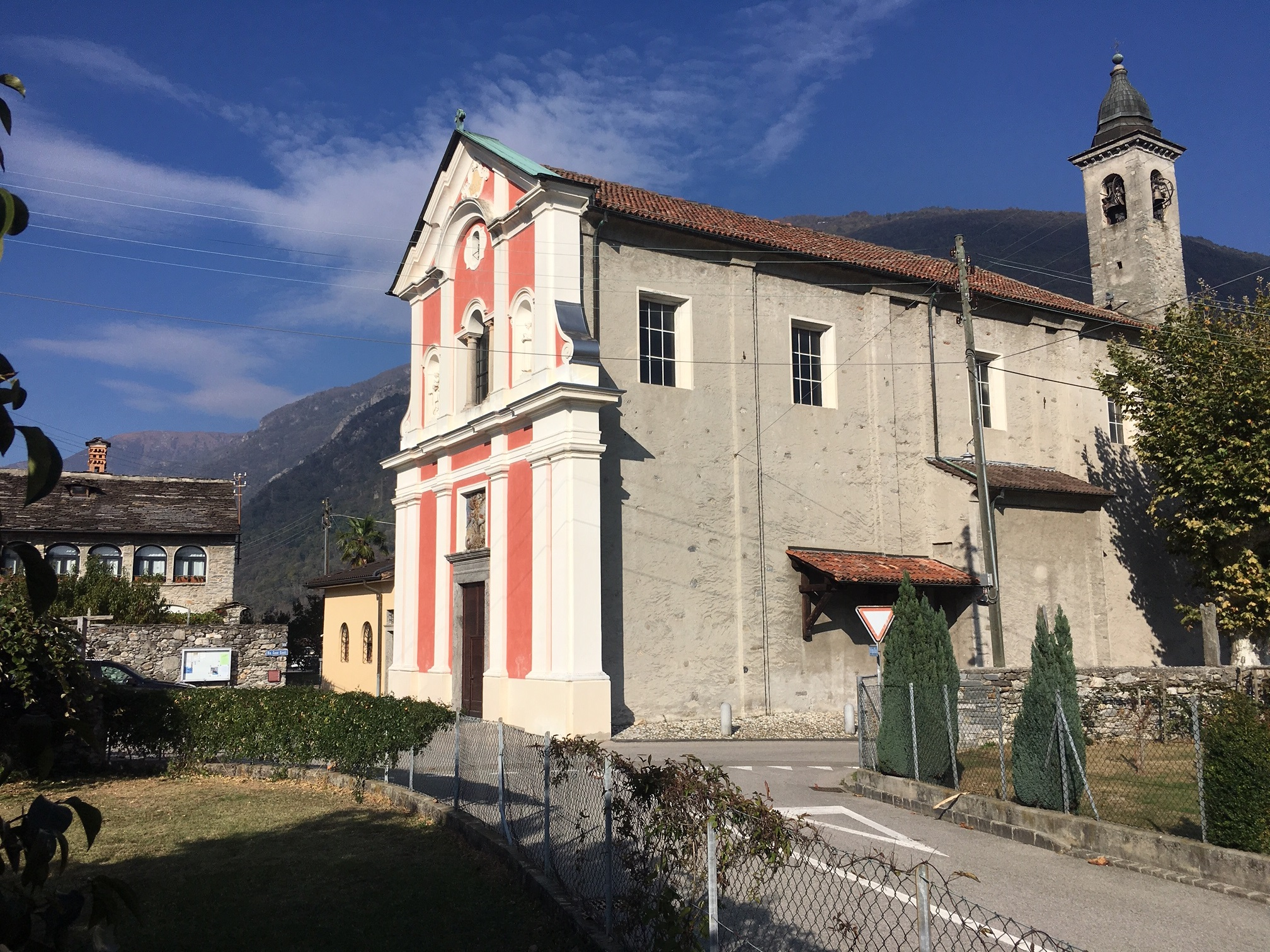
Chiesa e campanile di San Giorgio

## Descrizione
La chiesa ha una pianta ad unica navata, su cui fianchi si aprono due cappelle laterali; suddivisa in tre campate, è sovrastata da una volta a botte lunettata. 
L'attuale sagrestia corrisponde allo spazio originariamente occupato dal coro: al suo interno si trovano alcuni affreschi risalenti agl'inizi del XVI secolo.